# Ellero di Galeata
Sant'Ellero di Galeata, o Illaro o Ilaro (secondo la dizione romagnola) (Tuscia, 476 – Galeata, 15 maggio 558), è stato un monaco cristiano italiano, venerato come santo dalla Chiesa cattolica.

## Biografia

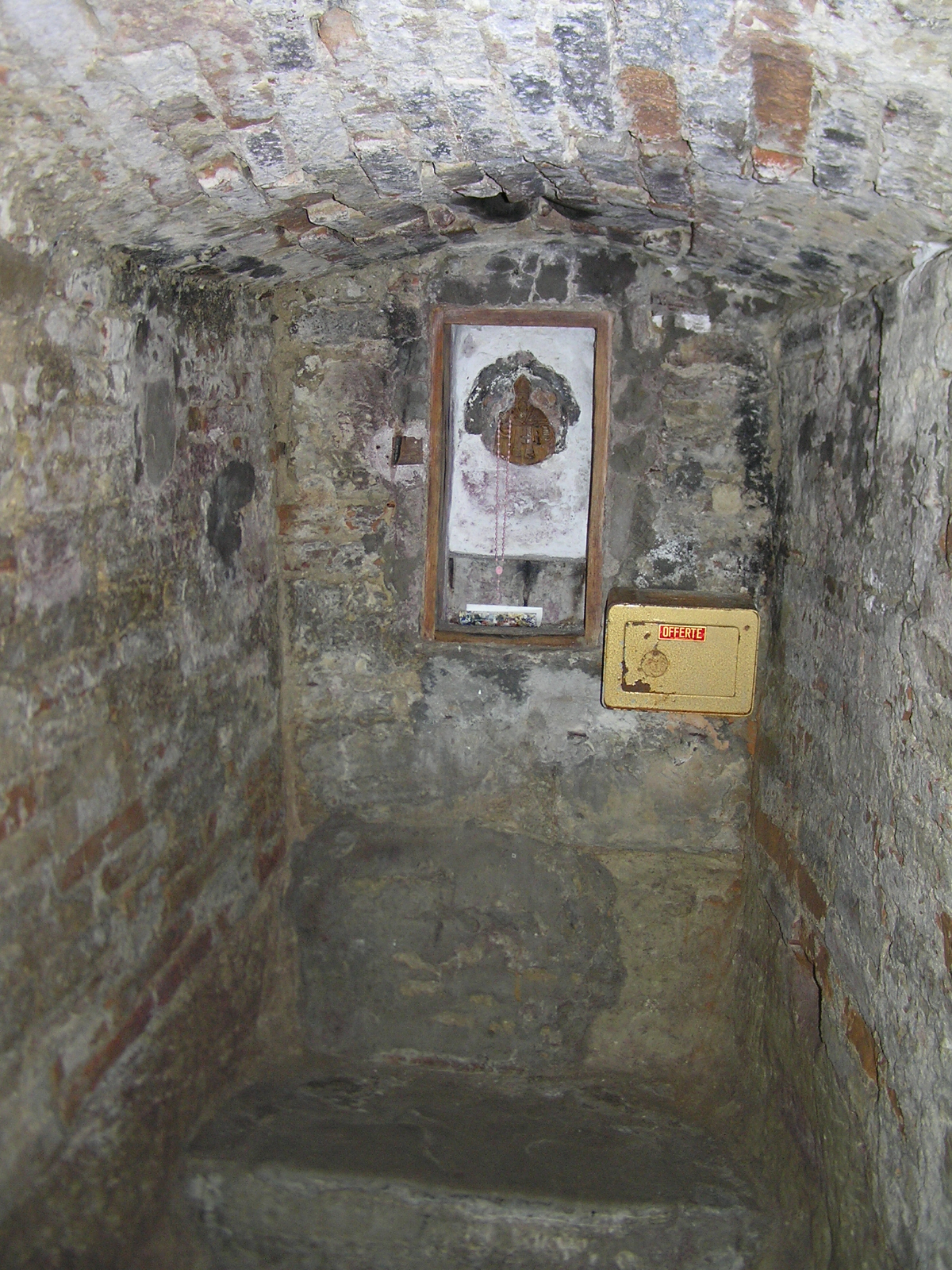
La cripta usata dal Santo per pregare.

Nacque nella Tuscia. Fin dall'età di dodici anni decise di dedicare la sua vita alla contemplazione e alla preghiera. Divenuto adulto, lasciò la casa paterna e si fece eremita sulle colline dell'Appennino settentrionale. Come dimora, dapprima per la vita eremitica e poi per quella cenobitica, scelse un monte della valle del Bidente, a poca distanza dal corso del fiume, nei pressi dell'odierna Galeata. Qui costruì una cappella dove pregare, mentre passò le notti in un riparo di fortuna.
Il primo seguace di Ellero fu il nobile Olibrio, pagano, che Ellero secondo l'agiografia liberò da uno spirito maligno e poi battezzò insieme a tutta la famiglia. Rimasto vedovo, Olibrio si offrì insieme ai due figli come compagno di vita monastica, donando i suoi averi e un piccolo terreno. Su quell'appezzamento Ellero fondò, verso il 496, il nucleo monastico di Galeata.
La regola del suo monastero era semplice, simile a quella di San Pacomio (seguita da molti eremiti, prima che si affermasse quella di San Benedetto): preghiera comune, digiuno, lavoro nei campi, carità. Il monastero di Ellero divenne negli anni un centro importante e rispettato e il suo abate fu per diversi secoli la massima autorità civile e religiosa dell'Appennino forlivese.
Secondo la tradizione perfino Teodorico re dei Goti (493-526), che aveva fatto costruire un palazzo non lontano dal monastero di Ellero, venuto a conoscenza degli avvenimenti prodigiosi che vi avvenivano, donò al monastero alcuni beni e terreni.
Ellero morì all'età di ottantadue anni, il 15 maggio del 558.

## Devozione popolare

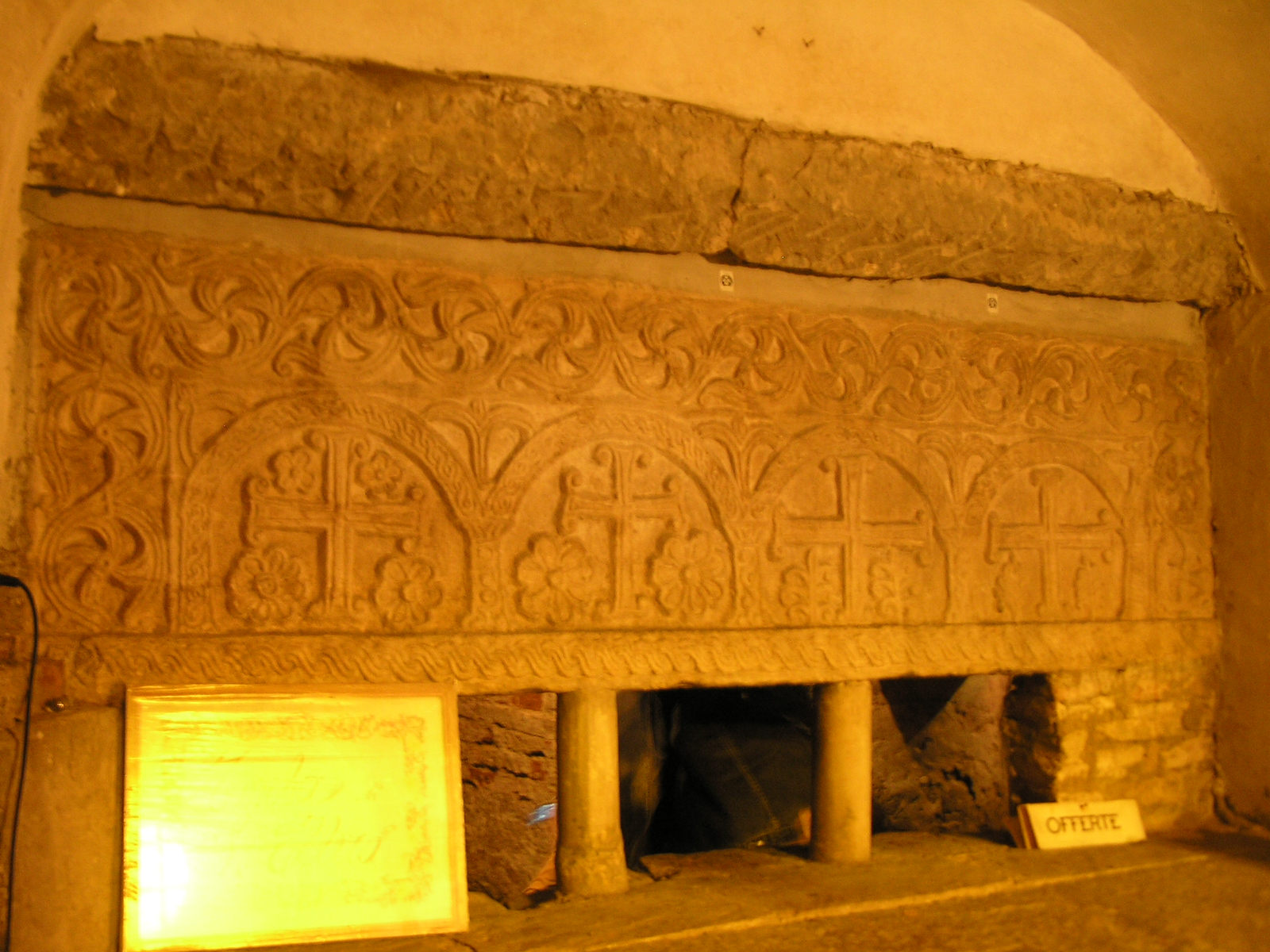
La tomba di Sant'Ellero

Reliquiario con teca in argento e oro, anno 1689. Chiesa del Carmine, Lugo.

Il culto di sant'Ellero è molto diffuso nei due versanti dell'Appennino tosco-romagnolo, cioè in Toscana ed in Romagna, specialmente nelle diocesi di Sansepolcro, Cesena, Forlì, Faenza, Imola, Fiesole, Firenze e nell'abbazia di Farfa. 
La più antica testimonianza scritta del culto del santo risale all'XI secolo, ed è contenuta nel Liber capituli del Monastero da lui fondato a Galeata, che lo cita come «sancti Ylari». Le predicazioni dei Padri Carmelitani diffusero il culto del santo anche in pianura. Molte chiese ed oratori sorsero in seguito alla loro opera. Una chiesa dedicata al Santo fu edificata anche a Lugo, poco fuori le mura cittadine, attorno al 1200. La chiesa conservava una croce di ferro al centro della quale era raffigurato il santo. 
Sant'Ellero è patrono, oltre che di Galeata, anche di Lugo, dov'è chiamato comunemente «Ilaro»; la sua festa è celebrata il 15 maggio. Risale al 1264 la più antica attestazione del titolo di Patrono di Lugo: sulla campana della chiesa a lui intitolata fu impressa, in latino, l'iscrizione Ave Maria Sanctus Hilarus suum defendat populum ("Sant'Ilaro difenda il suo popolo").

## Reliquie
Le reliquie del Santo furono conservate nell'abbazia da lui fondata. 
Nel 1279 un terremoto distrusse l'edificio, ma tra le macerie furono recuperate molte delle reliquie. Nel 1496 furono collocate nella nuova abbazia, costruita dai monaci camaldolesi.
Nel 1526, su richiesta del Comune di Lugo, l'Abate di Galeata donò alla città due reliquie del Santo: un osso del braccio e una parte del cranio. Quest'ultima nel 1689 venne racchiusa in una teca d'argento fatta costruire dai Carmelitani. Nel 1708 padre Andrea Soldati, carmelitano di Lugo, fece realizzare un busto di argento massiccio raffigurante Sant'Ilaro, sulla cui parte anteriore venne collocata la teca contenente la reliquia. Da quell'anno nacque la tradizione di portare in processione il busto del Santo ogni 15 maggio. 

Nel 1793 il Comune fece costruire un tronetto dorato in stile impero, tuttora esistente. La devozione al Santo raggiunse il massimo grado nel 1796 allorché le truppe napoleoniche sequestrarono il busto. I lughesi insorsero e tennero in scacco l'esercito francese per una settimana (Sommossa e sacco di Lugo).